# Aimee Carrero
Aimee Carrero (Santo Domingo, 15 luglio 1988) è un'attrice statunitense di origine dominicana.

## Biografia
Nata a Santo Domingo nella Repubblica Dominicana, ma cresciuta a Miami in Florida, nel 2008 si laurea in relazioni internazionali alla Florida International University.

### Carriera
Nel 2009 è comparsa nel film Alvin Superstar 2. Ha recitato anche in The Mentalist, Lincoln Heights - Ritorno a casa, Men of a Certain Age, The Middle, Greek - La confraternita, Zeke e Luther e Baby Daddy. Nel 2011 è stata scelta come Angie nel live-action televisivo di Cartoon Network, Level Up. Ha ripreso il suo ruolo nella successiva serie televisiva con lo stesso nome. La serie si è conclusa nel 2013 dopo due stagioni. Nel 2012 viene scelta come co-protagonista del film televisivo Laguna blu - Il risveglio. Nello stesso anno, ha fatto il suo debutto off-Broadway con l'Atlantic Theatre Company, nella prima mondiale What Rhymes with America, nel dicembre 2012.
Nel 2014 ha preso parte al film horror La stirpe del male. È un personaggio ricorrente nella seconda stagione della serie FX The Americans come Lucy, una combattente sandinista per la libertà. Interpreta uno dei personaggi principali della sitcom ABC Family Young & Hungry - Cuori in cucina, al fianco di Emily Osment. Nel gennaio 2015 è stato annunciato che la Carrero fornirà la voce di Elena, la prima principessa latina delle fiabe Disney per la serie di Disney Channel Elena di Avalor. La serie è uno spin-off della serie Disney Junior Sofia la principessa, e ha debuttato il 22 luglio, 2016. Nell'aprile 2016 è stato annunciato che la Carrero sarà co-protagonista con Ashley Tisdale in un potenziale spin-off di Young & Hungry.

### Vita privata
Nel novembre 2015 si fidanza ufficialmente con l'attore Tim Rock. I due si sono sposati nell'agosto 2016.

## Filmografia

### Cinema
- The Essential Man, regia di Clark Splichal – cortometraggio (2007)
- Category 4, regia di Verena Faden – cortometraggio (2007)
- Alvin Superstar 2 (Alvin and the Chipmunks: The Squeakquel), regia di Betty Thomas (2009)
- Never Winter, regia di Moe Charif – cortometraggio (2010)
- La stirpe del male (Devil's Due), regia di Matt Bettinelli-Olpin e Tyler Gillett (2014)
- Obituaries, regia di Ryan Moody (2014) – cortometraggio (2014)
- The Last Witch Hunter - L'ultimo cacciatore di streghe (The Last Witch Hunter), regia di Breck Eisner (2015)
- Yoshua, regia di Matthew Castellanos – cortometraggio (2017)
- The Portuguese Kid, regia di David Horn (2018)
- Dylan, regia di Cory Miller – cortometraggio (2018)
- Vagando nell'oscurità (Wander Darkly), regia di Tara Miele (2020)
- Holidate, regia di John Whitesell (2020)
- Mack & Rita, regia di Katie Aselton (2022)
- The Menu, regia di Mark Mylod (2022)
- Spirited - Magia di Natale (Spirited), regia di Sean Anders (2022)
- Upgraded - Amore, arte e bugie (Upgraded), regia di Carlson Young (2024)

### Televisione
- Lincoln Heights - Ritorno a casa (Lincoln Heights) – serie TV, 4 episodi (2009)
- The Mentalist (The Mentalist) – serie TV, episodio 1x22 (2009)
- Greek - La confraternita (Greek) – serie TV, episodio 3x16 (2010)
- Level Up, regia di Peter Lauer – film TV (2011)
- Level Up – serie TV, 31 episodi (2012-2013)
- Laguna blu - Il risveglio (Blue Lagoon: The Awakening) regia di Mikael Salomon e Jake Newsome – film TV (2012)
- Baby Daddy – serie TV, episodio 3x06 (2014)
- The Americans – serie TV, 4 episodi (2014)
- Young & Hungry - Cuori in cucina (Young & Hungry) – serie TV, 64 episodi (2014-2018)
- Blindspot – serie TV, episodi 1x06-1x23 (2015-2016)
- Elena di Avalor (Elena of Avalor) – serie animata (2016-in corso) – voce
- Elena e il segreto di Avalor (Elena and the Secret of Avalor), regia di Jamie Mitchell – film TV (2016) – voce
- MacGyver – serie TV, episodio 1x08 (2016)
- American Horror Story – serie TV, episodio 7x01 (2017)
- She-Ra e le principesse guerriere (She-Ra and the Princesses of Power) – serie animata (2018-2020) – voce
- Maid – miniserie televisiva, 2 puntate (2021)
- The Consultant – serie TV, 8 episodi (2023)
- Your Friends & Neighbors - serie TV (2025)

### Web
- Young&Foodie – web series, 4 episodi (2014) – se stessa
- Exandria Unlimited – web series, 8 episodi (2021) – Opal

## Doppiatrici italiane
Nelle versioni in italiano delle opere in cui ha recitato, Aimee Carrero è stata doppiata da:
- Elena Perino in Young & Hungry - Cuori in cucina, The Consulant, Elena di Avalor, Your Friends & Neighbors
- Lucrezia Marricchi in Upgraded - Amore, arte e bugie
- Joy Saltarelli ne La stirpe del male
- Erica Necci in Blindspot
- Letizia Ciampa in Maid
- Gaia Bolognesi in The Menu

Da doppiatrice è sostituita da:
- Elena Perino in Elena di Avalor (parte parlata)
- Ilaria De Rosa in Elena di Avalor (parte cantata)
- Giulia Catania in She-Ra e le principesse guerriere
- Claudia Scarpa in Firebuds